# Cantallops (Alt Penedès)
Cantallops és un poble de l'Alt Penedès repartit entre els municipis d'Avinyonet del Penedès i Subirats a 290 m d'altitud, situat a peu de la carretera N-340. L'any 2023 tenia 355 habitants, amb 263 a la banda d'Avinyonet i 92 a la banda de Subirats. La principal activitat econòmica es basa en el conreu del raïm i del préssec de secà.

## Història
La seva existència remunta al segle X. Des del segle XVIII, a la pairalia de Can Massana de la casa vella hi havia una cotxeria on s'aturaven les diligències de viatgers i del correu entre València i Barcelona, que sortien respectivament cada dimarts i cada dissabte a la mateixa hora. El 1820 s'hi ubicaren també quadres i cavalleries a la Cotxeria, per a poder fer el relleu dels cavalls.

## Llocs destacats

### Sector de Subirats
- Can Massana, masia del segle XIX, protegida com a bé cultural d'interès local.

### Sector d'Avinyonet del Penedès
- L'edifici més característic del poble és l'Església de Santa Margarida del Penedès, un temple eclèctic de planta rodona que presideix el poble des de dalt del turó del Cap de Grill.[5][6]
- Can Ràfols dels Caus, masia fortificada declarada bé cultural d'interès nacional.[7]
- Local del Centre Cultural de Cantallops, protegit com a bé cultural d'interès local.[8]

## Festa Major
El Centre Cultural de Cantallops organitza la Festa Major el cap de setmana proper a Santa Teresa (15 d'octubre), amb balls populars del nucli, fan una cercavila pels carrers. Són: Els bastoners de Cantallops, Els llobatons de Cantallops, Les pandaretes de Cantallops, Ball de cintes de Cantallops, Grallers de Cantallops.

## Toponímia
Segons la llegenda, una reina va parar a fer nit a la Cotxeria, lloc on les cavalleries reposaven dels llargs trajectes. Els udols dels llops des de les muntanyes properes no la van deixar dormir i l'endemà va preguntar el nom del lloc on havia passat tan mala nit. Li digueren que era Vilaformosa. La reina s'estranyà que un barri tan feréstec tingués un nom tan bonic i va decidir que de llavors en endavant s'anomenés Cantallops.